# Casa Kurtenia
La Casa Kurtenia (Kurtenian talo in finlandese) è un edificio storico della città di Vaasa in Finlandia. 

## Storia
L'edificio venne eretto tra il 1904 e il 1905 secondo il progetto di Fredrik Thesleff ad uso della banca Vaasan Osake-Pankki.
La casa porta il nome di Joachim Kurtén.
Il palazzo è stato sottoposto a un intervento di ristrutturazione nell'estate del 2014, durante la quale le sue coperture sono state sostituite.

## Descrizione
Il palazzo occupa un lotto d'angolo nel quartiere di Keskusta nel centro della città di Vaasa. L'edificio, che si sviluppa su cinque livelli, presenta uno stile Art nouveau.
La superficie abitabile dell'immobile ammonta a 4 809 m2.
I portali e le porte del palazzo sono tipicamente realizzate in uno stile Art nouveau. Un'aquila incoronata fa la guardia all'ingresso. Le volte dipinte e le colonne decorata completano l'apparato decorativo dei muri.